# Amorfa
Amorfa (grmasta amorfa, kineski bagrem, čivitnjača, lat. Amorpha fruticosa), biljka je iz porodice Fabaceae kod nas znana i kao čivitnjača, murvan, bagremac, te divlji bagrem. Potječe iz Sjeverne Amerike, a u Europu je unesena još 1724. (Engleska). U Hrvatsku se počela širiti iz susjedne Mađarske početkom 20. stoljeća. Kod nas se smatra invazivnom vrstom.

## Sinonimi
- Amorpha elata Hayne
- Amorpha fragrans Sweet
- Amorpha fruticosa var angustifolia Pursh
- Amorpha fruticosa f. crispa (G.Kirchn.) C.K.Schneid.
- Amorpha fruticosa var crispa G.Kirchn.
- Amorpha fruticosa var tennesseensis (Shuttlew. ex Kunze) E.J.Palmer
- Amorpha tennessensis Shuttlew. ex Kunze
- Amorpha virgata Small

## Opis
Razgranati grm s uspravnim izdancima bez trnja, dostiže 4-5m visine i dvostruku širinu. Izdanci u početku dlakavi, kasnije goli. Dosta je morfološki varijabilan.
Listovi neparno perasto složeni, spiralno raspoređeni, dužine 25–30 cm sa 6-17 pari liski. Liske su eliptične do lancetaste 1–6 cm dužine, 0,5-1,8 cm širine, kratko zašiljene, maljave, na kratkim peteljka ma (1,5-2mm); točkasto su prozirno punktiranom po cijeloj površini kada se upere ka svjetlosti. Uskolinerni priperci 7mm dugi opadaju ubrzo po razvoju lista.
Cvast i su terminalni uspravni klasoliki gusti grozd ovi 10–15 cm dužine s mnogobrojnim cvjetovima. Cvjetovi na kratkim peteljkama; čašica zvonasta s četiri tupa i jednim, nižim zašiljenim zubom; krunica s jednom laticom (zastavicom) je tamno ljubičasta 4-6mm dužine. Prašnika a 10 sa žutim anterama koje vire izvan zastavice. Cvjeta od travnja do srpnja. Oprašivači su različiti insekti, osobito pčele. I cvjetovi i plod ovi su aromatični.
Plod je jednosjemeni nepucajuća mahuna, gola, srpasta, žuto-sivosmeđa, oštrih rubova i s okruglim ispupčenim depoima smole; dužina oko 1 cm, masa tisuću plodova 9,3-9,6g. Mahune dozrijevaju ujesen a na granama ostaju i tijekom zime. Sjeme izduženo bubrežasti oker sjemenjače, s malo endosperm a lateralno, masa tisuću sjemena 6,4-6,5 g.

## Uporaba
Koristi se u hortikulturi.Također se od biljke dobivaju i u medicini korišteni preparati.Lijekovi na bazi amorfe koriste kao sedativ za autonomne neuroze, neuroze kardiovaskularnog sustava i paroksizmalnu tahikardiju. U netoksičnim dozama sprječava konvulzije uzrokovane kamforom ; u manjoj mjeri sprečava strihininske konvulzije.
Na osnovi amorfina stvoren je u Rusiji lijek " Fruticin " koji djeluje sedativno u raznim neurotičnim stanjima (paroksizmalna tahikardija, vegetativno-vaskularna distonija, neuroze kardiovaskularnog sustava).
Smrvljene sjemenke se mogu koristiti kao začin .Sudeći po američkim imenima (bastard indigo) koristila se i kao nadomjestak za indigo boju za tkanine.Zna se i da su biljku koristila i neka sjevernoamerička indijanska plemena - Seminole kao opći tonik i kod reumatizma i kroničnih bolesti,dok je pleme Omaha koristilo za rane.Po nekim novijim istraživanjima mogla bi se koristiti i kod dijabetesa.
Koristi se i u pčelarstvu kao medonosna biljka, med je vrlo sličan bagremovom.

## Vanjske poveznice
|  | Zajednički poslužitelj ima stranicu o temi Amorpha fruticosa    |
|  | Zajednički poslužitelj ima još gradiva o temi Amorpha fruticosa |
|  | Wikivrste imaju podatke o taksonu Amorpha fruticosa             |

- Strane invazivne vrste u Hrvatskoj - Čivitnjača
- Invazivne vrste u Hrvatskoj
- PFAF database Amorpha fruticosa